# Hermolao Barbaro
Pour les articles homonymes, voir Barbaro et Hermolaüs.
Hermolao Barbaro (Hermolaus Barbarus le Jeune), ou Ermolao Barbaro (né le 21 mai 1454 à Venise - mort le 14 juin 1493 à Rome), est un humaniste italien de la Renaissance (XVe siècle), qui fut tout à la fois écrivain, professeur et diplomate.

## Biographie
Hermolao Barbaro fut chargé par le sénat de Venise de plusieurs négociations importantes auprès des empereurs Frédéric III et Maximilien Ier, et fut nommé par le pape Innocent VIII patriarche d'Aquilée. Il cultiva les lettres avec succès : on lui doit des traductions de Dioscoride, de Thémistius et des travaux importants sur Aristote et sur Pline (Rome, 1492).
Il écrivit en 1492-1493, un ouvrage intitulé Castigationes Plinianae, dans lequel il se livre à une rigoureuse édition critique du texte de Pline.
Après avoir rencontré Politien à Venise, Hermolao Barbaro lui écrit pour l’assurer de l’immense respect dans lequel il le tient et lui adresse une double requête : qu’il continue de venir au secours des belles lettres et qu’il accepte que lui, Barbaro, l’assiste dans ce combat. Ce à quoi Politien répond que « si dix Barbaro (lui) étaient donnés, (il aurait) bon espoir que sous peu les lettres grecques et latines soient sauvées de la barbarie. » Un tel échange de compliments était traditionnel à l'époque dans la correspondance humaniste.
Selon l'Annuaire pontifical catholique de 1934, il est créé  cardinal in pectore par Innocent VIII sans que sa nomination soit publiée.
Plusieurs de ses œuvres seront éditées dans les années 1540 par son neveu le cardinal Barbaro.
Barbaro a été étudié par le lettré et poète américain Trumbull Stickney alors qu'il travaillait à la Sorbonne, à la fin du XIXe siècle.
À l'université de Padoue, il donna des cours sur l'Éthique et la Politique d'Aristote où il revenait à l'original grec, comme l'avait fait Leonardo Bruni dans ses traductions une génération plus tôt : il s'efforçait d'établir ce qu'avait vraiment voulu dire Aristote, en dépouillant son texte des innombrables commentaires des philosophes médiévaux et arabes.